# 沃洛涅河畔拉瓦勒
沃洛涅河畔拉瓦勒（法語：Laval-sur-Vologne，法語發音：[laval syʁ vɔlɔɲ] ⓘ）是法国大東部大區孚日省的一个市镇，属于埃皮纳勒区。

## 地理
沃洛涅河畔拉瓦勒（48°11'41"N, 6°42'1"E）面积3.58 平方千米，位于法国大東部大區孚日省，该省份为法国东北部内陆省份，北起默兹省和默尔特-摩泽尔省，西接上马恩省，南至上索恩省和贝尔福地区省，东临上莱茵省和下莱茵省。
与沃洛涅河畔拉瓦勒接壤的市镇（或旧市镇、城区）包括：布吕耶尔、尚勒迪克、费村、菲梅尼勒、普雷。

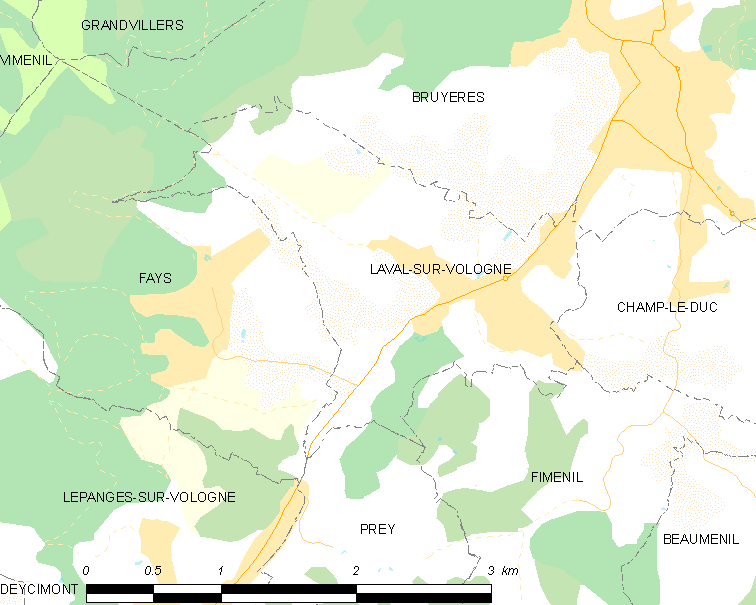
沃洛涅河畔拉瓦勒的OSM定位图

沃洛涅河畔拉瓦勒的时区为UTC+01:00、UTC+02:00（夏令时）。

## 行政
沃洛涅河畔拉瓦勒的邮政编码为88600，INSEE市镇编码为88261。

## 政治
沃洛涅河畔拉瓦勒所属的省级选区为布吕耶尔县。

## 人口

1962-2008年间沃洛涅河畔拉瓦勒人口变化图示

沃洛涅河畔拉瓦勒于2022年1月1日时的人口数量为630人。